# Microstylum maculiventris
Microstylum maculiventris là một loài ruồi trong họ Asilidae. Microstylum maculiventris được Bezzi miêu tả năm 1908. Loài này phân bố ở vùng nhiệt đới châu Phi.